# Rodzina Trappów
Rodzina Trappów (jap. トラップ一家物語 Torappu Ikka Monogatari; ang. Trapp Family Story) – japoński serial animowany wyprodukowany przez Nippon Animation. Siedemnasty pod względem chronologii serial należący do cyklu World Masterpiece Theater. Zrealizowany na podstawie autobiograficznej powieści Marii Augusty Trapp, pt. Vom Kloster zum Welterfolg, wydanego w 1949 roku, który został okraszony melodyjnymi piosenkami z broadwayowskiego musicalu Dźwięki muzyki (ang. The Sounds of Music). 

## Wersja polska
W Polsce emitowany był na kanałach Polonia 1 i Polsat 2 z japońskim openingiem i endingiem oraz z włoskim dubbingiem i polskim lektorem.

## Fabuła
Akcja serialu anime toczy się w Austrii w latach 30. XX wieku. Maria stoi u progu dorosłego życia. Pomimo młodego wieku, jest przekonana, że jej powołaniem jest klasztorne życie, wstępuje więc do nowicjatu. Maria dostaje posadę opiekunki dla dzieci w dużej posiadłości należącej do barona von Trappa.

## Obsada (głosy)
- Masako Katsuki jako Maria
- Hiromi Ishikawa jako Johanna
- Junko Hagimori jako Mimi
- Kyôko Irokawa jako Clarine
- Maria Kawamura jako Hedvic
- Masato Hirano jako Hans
- Naoko Watanabe jako Agathe
- Saori Suzuki jako Martina
- Shinobu Adachi jako Rupert
- Toshiko Fujita jako Mathilda
- Wakana Yamazaki jako Maid
- Yōko Matsuoka jako Verna

Źródło:

## Bohaterowie
- Maria Kutschera – główna bohaterka, 18 lat. Jest sierotą. Myślała, że będzie nauczycielką, ale w końcu postanowiła zostać zakonnicą. Ponieważ siostry z klasztoru uważały, że nie ma powołania, musiała na czas 9 miesięcy (rok szkolny) zostać guwernantką siedmiorga dzieci barona von Trappa.
- Baron Grzegorz von Trapp – kapitan okrętu podwodnego (U-Boota) austriackiej marynarki wojennej. Od 2 lat jest wdowcem, ma siedmioro dzieci. Baron zamierza powtórnie się ożenić, ponieważ jego dzieci potrzebują matki. Za namową swojej teściowej – baronowej Matyldy – wybiera księżniczkę Iwon. Oschły w obyciu, nie lubi ujawniać swych uczuć. W domu wprowadził wojskową dyscyplinę, która od razu nie spodobała się siostrze Marii. Kocha dzieci, ale nie potrafi im tego okazać.
- Jadwiga von Trapp – najstarsza córka barona von Trappa, 13 lat. Chodzi do szkoły dla dziewcząt. Przedsiębiorcza, energiczna, czasem złośliwa, potrafi walczyć o swoje. Ponieważ tęskni za matką, postanowiła dokuczać wszystkim guwernantkom, które przybyły do domu ojca – barona von Trappa, namówiła do tego także resztę rodzeństwa.
- Rupert von Trapp – najstarszy syn barona von Trappa, 14 lat. Chodzi do gimnazjum. Jest wrażliwym chłopcem. Uwielbia czytać książki.
- Werner von Trapp – drugi syn barona von Trappa. Chodzi do czwartej klasy szkoły podstawowej. Jest bardzo dobry w sportach. Jest bardzo przyjacielski, który jako jeden z pierwszych polubił siostrę Marię.
- Maria von Trapp – druga córka barona von Trappa, 8 lat. Jest chora na serce. Zamiast chodzić do szkoły, uczy się w domu. Stale jest smutna i leży w łóżku, wpatrując się w zdjęcie zmarłej matki. Tak jak Jadwiga bardzo za nią tęskni. Dzięki siostrze Marii powoli powraca do zdrowia.
- Joanna von Trapp – trzecia córka barona von Trappa, 6 lat. Chodzi do pierwszej klasy szkoły podstawowej. Jest pogodna i ciekawska, często się śmieje, lecz także uwielbia robić drobne psikusy. Bardzo szybko polubiła Marię.
- Martynka von Trapp – czwarta córka barona von Trappa, 5 lat. Zawsze ma przy sobie pluszowego misia – Nikolę. Jest nieśmiałą, ale grzeczną dziewczynką.
- Agatka von Trapp – piąta córka barona von Trappa, najmłodsze dziecko w rodzinie, 3 latka. Imię ma po zmarłej matce. Jest ulubienicą całej rodziny.
- Baronowa Matylda – teściowa barona von Trappa (matką jego zmarłej żony). Mieszka w Wiedniu od dwóch lat. Namawia barona do ożenku z księżniczką Iwon. Nienawidzi siostry Marii, co doprowadza ją do wielu sprzeczek między nimi.
- Księżniczka Iwon (Yvonne) von Ottenstein – arystokratka. Jest zawsze opanowana, doskonale ubrana i uczesana. Zakochana w baronie von Trappie i zamierza zostać jego drugą żoną. Nienawidzi dzieci, więc po ślubie zamierza wysłać dzieci barona do internatów. Kiedy dowiaduje się, że siostra Maria jest jej rywalką w walce o uczucie barona, poniża i odstrasza ją bez chwili wahania.
- Siostra Rafaela – nowicjuszka w zakonie, do którego chciała wstąpić Maria. Kiedy poznała Marię, była tam już od roku. Została przyjaciółką Marii, choć była zbyt spokojną osobą, by dotrzymywać kroku szaleństwom swojej przyjaciółki.
- Siostra Dolores – zakonnica, opiekująca się nowicjuszkami w klasztorze. Wybryki Marii bardzo ją denerwowały. To ona znalazła rodzinę barona von Trappa, do której wysłano Marię, by sprawdzić czy jej powołanie jest prawdziwe.
- Matka Przełożona – jest najważniejszą osobą w klasztorze. Szczerze uwielbia Marię i chce jej pomóc.
- Ogrodnik Franz – ogrodnik rodziny Trappów. To on przywiózł Marię do posiadłości barona von Trappa. Jest miłym i przyjacielskim staruszkiem.
- Kucharka Róża – kucharka w domu von Trappów. Kocha dzieci barona von Trappa jak własne. Nie lubi baronowej Matyldy. Przyjaźni się z Marią.
- Pokojówka Mimi – służąca w domu von Trappów. Tak jak Róża nie lubi baronowej Matyldy, nie lubi także jej pokojówki – Klary. Przyjaźni się z Marią.
- Pokojówka Klara – osobista pokojówka baronowej Matyldy. Złośliwa i często plotkuje. W przeciwieństwie do Mimi – nie jest lubiana przez dzieci barona von Trappa.
- Lokaj Hans – zarządca służbą w domu von Trappów. Zawsze poważny, niezbyt miły i sztywny.

Źródło:

## Spis odcinków
| N/o | Polski tytuł | Angielski tytuł                             |
| --- | ------------ | ------------------------------------------- |
|     |              |                                             |
| 01  |              | My Aspirartion to be a Catholic Nun         |
|     |              |                                             |
| 02  |              | My Future as a Sister                       |
|     |              |                                             |
| 03  |              | The Captain and his Seven Children          |
|     |              |                                             |
| 04  |              | The 26th Governess                          |
|     |              |                                             |
| 05  |              | Maria is the Ringleader of Commotion        |
|     |              |                                             |
| 06  |              | Riot and a Stray Child                      |
|     |              |                                             |
| 07  |              | An Unbelivieable Adult                      |
|     |              |                                             |
| 08  |              | Etiquette is Important!?                    |
|     |              |                                             |
| 09  |              | Trap Baron's Fiancé?                        |
|     |              |                                             |
| 10  |              | Seweing Machine and Violin                  |
|     |              |                                             |
| 11  |              | Asobi is the Highest                        |
|     |              |                                             |
| 12  |              | Marias Style and Devil's Food Cake          |
|     |              |                                             |
| 13  |              | Don Quixote's First Love                    |
|     |              |                                             |
| 14  |              | Secret of the Music Box                     |
|     |              |                                             |
| 15  |              | Martina and Her Bear Nicholoas              |
|     |              |                                             |
| 16  |              | House Where Maria Doesn't Exist             |
|     |              |                                             |
| 17  |              | A Hurt Fawn                                 |
|     |              |                                             |
| 18  |              | The One that is Assumed Living and Arranged |
|     |              |                                             |
| 19  |              | Prince Yvonne's Souvernir                   |
|     |              |                                             |
| 20  |              | Each Life                                   |
|     |              |                                             |
| 21  |              | Trap Baron's Decision                       |
|     |              |                                             |
| 22  |              | Can You Live Alone?                         |
|     |              |                                             |
| 23  |              | Wish to the Angel                           |
|     |              |                                             |
| 24  |              | Christmas Carol                             |
|     |              |                                             |
| 25  |              | In the Silvery White Alps                   |
|     |              |                                             |
| 26  |              | Orange and Flower Seedling                  |
|     |              |                                             |
| 27  |              | Yesterday, Today, and Tomorrow              |
|     |              |                                             |
| 28  |              | Mischief Agathe                             |
|     |              |                                             |
| 29  |              | Person Who Becomes Wife and Mother          |
|     |              |                                             |
| 30  |              | Marriage?                                   |
|     |              |                                             |
| 31  |              | Desire and the Summons of God               |
|     |              |                                             |
| 32  |              | A Bride in July                             |
|     |              |                                             |
| 33  |              | True Family                                 |
|     |              |                                             |
| 34  |              | Family Chorus Birth                         |
|     |              |                                             |
| 35  |              | The Singing Voice of the Wind               |
|     |              |                                             |
| 36  |              | Nazi's Invasion                             |
|     |              |                                             |
| 37  |              | New Greeting                                |
|     |              |                                             |
| 38  |              | Hans' Secrets                               |
|     |              |                                             |
| 39  |              | Boast and Belief                            |
|     |              |                                             |
| 40  |              | Good-Bye to the Mother Country              |
|     |              |                                             |